# Fábio Paím
Fábio Miguel Malheiro Paím (* 15. Februar 1988 in Alcoitão, Gemeinde Alcabideche) ist ein ehemaliger portugiesischer Fußballspieler. Er wurde als erfolgsverheißendes Talent bekannt, der sogar von Cristiano Ronaldo als besserer Spieler als er selbst bezeichnet wurde, dann aber einen tiefen Fall erlebte.

## Karriere
Er wurde in Alcoitão, einem Ort der Gemeinde Alcabideche im Kreis Cascais geboren und wuchs in Estoril auf.
Im Alter von 8 Jahren trat Paím der Fußballakademie von Sporting Lissabon bei und lebte fortan in Lissabon. Er wechselte 2007 in den Erwachsenenbereich seines Clubs und wurde – ohne in seiner Vertragslaufzeit ein Spiel für diesen zu absolvieren – mehrfach verliehen, so beispielsweise 2008 zum FC Chelsea nach London, wo er rund 50.000 GBP pro Woche verdient haben soll.
Insgesamt war seine Laufbahn von vielen kurz andauernden Engagements, zum Teil auf Leihbasis, geprägt. So finden sich in seiner Vita acht Vereine aus seinem Heimatland Portugal (wo er laut weltfussball.de sieben Partien in der Primeira Liga bestritt) und internationale Vereine in Angola (u. a. Sport Luanda e Benfica), Katar (al-Kharitiyath SC aus der Qatar Stars League), Malta (wo er 2014–2015 für den FC Mosta in der Maltese Premier League antrat), Litauen (FK Nevėžis Kėdainiai), Luxemburg (Union 05 Kayl/Tétange) und Polen (LZS Starowice).
2019 wurde er mit 5 Gramm Kokain entdeckt und ging dafür ein Jahr ins Gefängnis. Danach war der polnische Drittligist LZS Starowice Paíms letzter Club als aktiver Fußballer.

## Nationalmannschaft
Paím durchlief sämtliche Jugendnationalmannschaften Portugals. So bestritt er beispielsweise mit der U-19 die Europameisterschaft 2007 in Österreich.